# Salicin
Salicin (C13H18O7) là một rượu β-glycozit gồm có D-glucoza. Salicin là một thuốc chống viêm được sản xuất từ vỏ cây liễu.
Về mặt hóa học, salicin có quan hệ gần gũi với aspirin và cũng có tác dụng tương tự trên cơ thể người. Khi dùng, nó được chuyển hóa thành axít salicylic.